# Lithospermum tuberosum
Lithospermum tuberosum är en strävbladig växtart som beskrevs av Rugel och A. Dc. Lithospermum tuberosum ingår i släktet stenfrön, och familjen strävbladiga växter. Inga underarter finns listade i Catalogue of Life.